# Famy
Famy ist eine philippinische Stadtgemeinde in der Provinz Laguna.

## Geografie
Famy liegt im nordöstlichen Teil Lagunas. Die Landfläche beträgt 8,54 km² und grenzt an Real im Osten, an Siniloan im Norden, an Mabitac und Santa Maria im Westen und an Siniloan und Mabitac im Süden.

## Geschichte
Die Gemeinde wurde 1910 nach der Mutter des damaligen Präsidenten Emilio Aguinaldo benannt.
Zu dieser Zeit war Famy noch ein Ortsteil von Siniloan.

## Baranggays
Famy ist politisch unterteilt in 20 Baranggays.
| - Asana (Pob.) - Bacong-Sigsigan - Bagong Pag-Asa (Pob.) - Balitoc - Banaba (Pob.) - Batuhan - Bulihan | - Caballero (Pob.) - Calumpang (Pob.) - Kapatalan - Cuebang Bato - Damayan (Pob.) - Kataypuanan - Liyang | - Maate - Magdalo (Pob.) - Mayatba - Minayutan - Salangbato - Tunhac |